# Percha
Percha tiếng Ý: Perca) là một đô thị ở tỉnh Bolzano-Bozen trong vùng Trentino-Alto Adige/Südtirol của Ý, có vị trí cách khoảng 100 km về phía đông bắc của Trento và khoảng 60 km về phía đông bắc của Bolzano. Tại thời điểm ngày 31 tháng 12 năm 2004, đô thị này có dân số 1.344 người và diện tích là 30,3 km².
Đô thị Percha có các frazioni (các đơn vị cấp dưới, chủ yếu là các làng) Sopranessano, Nessano, Rio Liccio, Vila di Sotto, Vila di Sopra and Plata Montevila.
Percha giáp các đô thị: Bruneck, Sand in Taufers, Gais và Rasen-Antholz.